# Bela Rakyat
Bela Rakyat is een bestuurslaag in het regentschap Langkat van de provincie Noord-Sumatra, Indonesië. Bela Rakyat telt 7155 inwoners (volkstelling 2010).